# Doroszów Mały
Doroszów Mały (ukr. Малий Дорошів) – wieś na Ukrainie, w rejonie lwowskim (do 2020 roku w rejonie żółkiewskim) obwodu lwowskiego. Wieś liczy około 230 mieszkańców.
W II Rzeczypospolitej do 1934 samodzielna gmina jednostkowa. Następnie należała do zbiorowej wiejskiej gminy Nadycze w powiecie żółkiewski w woj. lwowskim. Po wojnie wieś weszła w struktury administracyjne Związku Radzieckiego.